# Cima Gogna
Cima Gogna (Žima Gògna in dialetto locale) è una frazione del comune di Auronzo di Cadore, in provincia di Belluno. È l'unica frazione del comune a trovarsi fuori dalla Val d'Ansiei, sorgendo presso la confluenza con la valle del Piave.

## Storia
Sin dal Rinascimento si è dibattuto  attorno alle leggende locali, secondo le quali qui sorgeva un'importantile città originariamente chiamata Euganea, probabilmente perché fondata da profughi euganei, quindi Agònia (da cui il toponimo attuale). La tradizione ha però un fondo di verità: i reperti provano infatti che già nel VI secolo a.C. e per tutta l'epoca romana vi sorgeva qui un centro abitato. Seguendo ancora la leggenda, la città, difesa da un fortilizio presso la località Treponti in comune di Auronzo, fu assediata e distrutta dagli Unni di Attila, cancellandone completamente ogni traccia. È possibile che i sopravvissuti si siano rifugiati in altre zone limitrofe come la Val Pesarina, Sauris ed altri verso Zoppè di Cadore.
Oggi sono stati recuperati diversi reperti, due chiavi protostoriche in ferro di tipologia alpino-retica, una simile se non identica a quelle conservate nel museo di Sanzeno in Val di Non, un corredo in ferro composto da lancia spada e ascia, alcune monete romane imperiali.
Presso questa località, negli anni '40 sono state costruite alcune opere difensive appartenenti allo sbarramento Cima Gogna nel XVI settore di copertura Cadore - Carnia del vallo alpino.